# Muhtàdjida
Els muhtàjides o dinastia muhtàjida (persa: آلِ مُحْتاج, Al-e Mohtaj) fou una dinastia d'origen iranià que va governar el principat de Čaghaniyan a la riba dreta del curs superior de l'Oxus, a la vall del riu Surkhan (esmentat també com a Čaghan Rud o riu Čaghan). Foren vassalls dels samànides i després dels gaznèvides.
Al segle viii el Čaghaniyan apareix governat per un magnat d'origen iranià (com el veí regne de Sogdiana) que portava el títol de Čaḡān-ḵodā. D'aquestos governants no se sap gairebé res. El primer governant conegut, Muhtadj, porta un nom àrab i s'ha suposat que fou un cap militar àrab que es va iranitzar ràpidament i va adquirir el poder local (com va passar amb els banijúrides o abudawúdides de Tukharistan i Khutal), mentre una segona teoria suposa que seria un descendent dels Čaḡān-ḵodā que hauria agafat el nom en honor d'algun cap àrab. Al nivell actual de coneixements no es pot donar per bona cap de les dues i només per raons cronològiques la primera sembla més probable. Entre el segle viii i el segle x diversos membres de la família foren enterrats a la ciutat a la ciutat de Čaghaniyan.
El primer membre testimoniat històricament fou Abu Bakr Muhammad ibn Muzaffar ibn Muhtadj que fou governador de Fergana i va restar fidel a Nasr II ben Ahmad (914-943) quan aquest va perdre temporalment el seu tron a Bukharà (929-930); després fou nomenat governador de Balkh i Tukharistan i el 933 governador de Khurasan; va lluitar també al nord de Pèrsia contra diversos caps militars daylamites; el 939 es va posar malalt i va ser substituït pel seu fill Abu Ali Ahmad ibn Muhammad; va morir el 941.
Abu Ali Ahmad fou la figura més destacada de la dinastia. La seva acció es va desenvolupar principalment a Khurasan on fou tres vegades governador. El 951 va deixar el govern del principat i de Tirmidh, al seu fill Abu Mansur Nasr; aquest va morir en accident el 952 i el devia succeir un germà seu o més probablement un net d'Abu Ali, de nom Fakhr al-Dawla Abu l-Muzaffar (potser Ahmad ibn Muhammad ibn Abi Ali Ahmad) que a la segona meitat del segle x apareix com a governant al territori. Abu Ali Ahmad va morir rebel a l'emir samànida el 955.
A la part final del segle x, els samànides, a més de les revoltes dels amirs turcs, es van enfrontar als karakhànides; en aquest moment Fakhr al-Dawla Abu l-Muzaffar apareix aliat al amir Faik Kassa contra els simdjúrides i lluitant contra un membre de la seva família, Abu l-Hasan Tahir ibn Fadl ibn Muhammad ibn Muzaffar ibn Muhtadj que s'havia apoderat de la major part del Čaghaniyan, però fou finalment derrotat per Fakhr al-Dawla Abu l-Muzaffar i Faik Kassa, i va morir a Balkh el 990/991.
La caiguda dels samànides entre el 999 i el 1005 va deixar el Čaghaniyan (i els altres principats de l'Oxus) sota la influència dels gaznèvides. El 1024 el sultà Mahmud de Gazni va creuar l'Oxus a Tirmidh per trobar-se amb el seu aliat el karakhànida Yusuf Kadir, kan de Kaixgar i Khotan, i amb altres vassalls entre els quals un amir de Čaghaniyan el nom del qual no és esmentat a les fonts. Sota Masud ben Mahmud apareix com amir de Čaghaniyan Abu l-Kasim, gendre de Masud i probablement descendent (fill o més possiblement net) d'Abu l-Muzaffar. El 1035 Abu l-Kasim va haver de fugir del territori per la invasió dels fills del karakhànida Ali ibn Harun (Hasan Bughra Kan) i ja els muhtàdjides no tornen a ser esmentats. Sembla que Abu l-Kasim hi va poder tornar però el 1039 el territori fou ocupat pel karakhànida Boritigin Ibrahim ibn Nasr, rival dels anteriors pel domini de Transoxiana. El 1041 va passar als seljúcides als que fou formalment cedit pels gaznèvides en el tractat del 1059 o 1060 entre el sultà de Gazni i Čaghri Beg Dawud; el 1063, a la mort de Toghrul Beg, el territori es va revoltar sota un amir anomenat Musa, potser un muhtàdjida, i el 1064 Alp Arslan ibn Čaghri Beg Dawud el va haver de reconquerir; Musa fou capturat i va oferir un alt preu pel seu rescat però Alp Arslan va refusar i el va fer executar; la ciutat de Čaghaniyan fou probablement devastada segons sembla acreditar l'evidència arqueològica trobada al lloc de Budrach.

## Llista de sobirans
- Muhtadj vers > 850
- Muzaffar ibn Muhtadj vers < 900
- Abu Bakr Muhammad ibn Muzaffar vers > 900-941
- Abu Ali Ahmad ibn Muhammad 941-955 (govern personal 947-951)
  - Abu l-Muzaffar Abd Allah, regent 941-947
  - Abu Mansur Nasr, regent 951-952
- Fakhr al-Dawla Abu l-Muzaffar (potser Ahmad ibn Muhammad ibn Abi Ali Ahmad) 952-vers 985 (regent fins a 955)
- Abu l-Hasan Tahir ibn Fadl ibn Muhammad ibn Muzaffar ibn Muhtadj vers 985-991
- Fakhr al-Dawla Abu l-Muzaffar (potser Ahmad ibn Muhammad ibn Abi Ali Ahmad) vers 991→1000 (segona vegada)
- Ibn Abu l-Muzaffar ? vers > 1000-1025
- Abu l-Kasim vers 1025-1035 i 1036-1039